# 矢野きよ実の上出来ラジオ
矢野きよ実の上出来ラジオ（やのきよみのじょうできラジオ）は、2019年4月7日から2022年6月26日までの毎週日曜日7:30-7:55にエフエム愛知で生放送されている音楽・トーク番組である。

## 概要
番組は書家・放送タレントの矢野きよ実がパーソナリティーを務め、番組前半は主に矢野の近況を中心としたフリートーク、後半は矢野と親交が深い人物、特にミュージシャンや書家仲間、またイベントなどで人脈を広げた文化人や地方自治体関係者などを迎えてのゲストコーナー（この個所は事前収録）となっている。
ゲストコーナーは、概ねミュージシャンが名古屋方面にキャンペーンに訪れる場合はスタジオなどでインタビューすることもあるが、2020年の新型コロナウィルス発生以後は、電話やzoomアプリなどのテレワークインタビュー形式になったり、あるいは事前に矢野に対してコメントを寄せるメッセージゲストの形をとることが増えている。そしてゲストコーナーの締めくくり（ミュージシャンである場合はその代表楽曲をかけた後）には矢野とゲストが「きょうもいい日になりますように…」と合唱してコーナーを締めくくっている。ゲストコーナーはまれに2週以上の複数回にまたぐ場合、さらにはフリートークの延長線的な形でゲストが来なかった日もある。
2022年6月26日の生放送をもって一旦終了し、時間枠を移動させて、7月3日から同じ日曜6:45-7:00の枠で『矢野きよ実の無敵な日曜日』としてリニューアルしたが、同年9月でそれも終了している。